# Cucumis baladensis
Cucumis baladensis är en gurkväxtart som beskrevs av M. Thulin. Cucumis baladensis ingår i släktet gurkor, och familjen gurkväxter. Inga underarter finns listade i Catalogue of Life.